# 肯尼迪 (阿拉巴马州)
肯尼迪（英文：Kennedy），是美国阿拉巴马州下属的一座城市。面积约为3.07平方英里（约合7.95平方公里）。根据2010年美国人口普查，该市有人口447人，人口密度为145.65/平方英里（约合56.23/平方公里）。